# Les Pendules
Pour le téléfilm, voir Les Pendules (téléfilm).
Les Pendules (titre original : The Clocks) est un roman policier d'Agatha Christie publié le 7 novembre 1963 au Royaume-Uni, mettant en scène le détective belge Hercule Poirot. Il est publié l'année suivante aux États-Unis et en France.
Dans ce roman, l'auteur présente une analyse d'Hercule Poirot sur l'art du roman policier, dans laquelle sont mélangés auteurs réels (Gaston Leroux, Arthur Conan Doyle, etc.) et auteurs fictifs (Ariadne Oliver, que l'on rencontre dans plusieurs romans de l'auteur).

## Résumé
Colin Lamb, un agent des services secrets, en pleine enquête sur une de ses affaires, tombe sur la jeune Sheila Webb, une sténodactylo dans une agence de secrétariat qui est envoyée pour une mission ponctuelle chez Miss Pebmarsh avec comme instructions d'entrer directement dans la demeure, non verrouillée, si la cliente est absente, afin de l'attendre. 
Arrivée sur place, elle découvre un salon rempli de pendules, le corps sans vie d'un homme sur le sol et une cliente aveugle, ignorante du drame qui s'est joué chez elle et qui, revenant de faire ses achats, manque de marcher sur le corps. L'affaire se complique lorsqu'on découvre que Miss Pebmarsh n'a demandé aucun service à Sheila Webb.
L'affaire semble complexe et Colin Lamb décide de mettre au défi son ami Hercule Poirot de la résoudre sans quitter son siège. Ce n'est qu'avec les informations reçues de son ami que Poirot parvient à proposer une hypothèse cohérente pour la solution de l'énigme.

## Personnages
- Hercule Poirot, détective belge
- Sheila Webb, sténodactylo et employée d'un bureau de secrétariat
- Miss Pebmarsh, aveugle et suspecte
- Miss Martindale, patronne de Sheila et propriétaire d'un bureau de secrétariat
- Colin Lamb, agent des services secrets
- Inspecteur Hardcastle, inspecteur de police
- Edna Brent, sténodactylo et employée d'un bureau de secrétariat
- R.H. Curry, assureur
- Merlina Rival, un témoin complaisant
- Frères Waterhouse, résidents de Wilbraham Crescent
- Mme Ramsay, résidente de Wilbraham Crescent
- M. et Mme Bland, résidents de Wilbraham Crescent
- M. et Mme Naughton, résidents de Wilbraham Crescent

## Élaboration du roman
Agatha Christie s'est livrée, dans ce roman, à une sorte de cocktail savant.
Elle a tout d'abord mélangé deux genres littéraires, le roman policier proprement dit, avec ses énigmes, et le roman d'espionnage, chacun se déroulant dans un style narratif différent. Le roman policier est conté à la troisième personne, tandis que le roman d'espionnage est narré à la première personne par Colin Lamb, jeune agent du contre-espionnage britannique.
L'interconnexion entre les deux histoires intervient dès le premier chapitre, juste après le prologue, au cours duquel le jeune homme, venu enquêter dans le quartier de Wilbraham Crescent, à Crowdean, voit surgir en pleine rue la jeune secrétaire affolée par sa découverte macabre.
La moitié des chapitres sont racontés par Colin Lamb, avec de nombreux « débordements » de l'intrigue « policière » dans son récit, compte tenu de son implication involontaire. Hercule Poirot n'intervient que vers la moitié du roman, lorsque le jeune agent secret, dont le père est un ami du détective, vient soumettre à sa sagacité les curieux événements de Wilbraham Crescent.
Et Agatha Christie donne ici un bon aperçu de ce que peut être un « détective en fauteuil » – en anglais : armchair detective –, puisque Poirot, muni des divers indices qui lui sont rapportés, résoudra l'énigme policière sans bouger de chez lui, faisant simplement fonctionner ses chères « petites cellules grises » et consentira juste à en sortir vers la fin du roman, pour se livrer à une des brillantes démonstrations dont il est coutumier.

## Éditions
- (en) The Clocks, Londres, Collins Crime Club, 7 novembre 1963, 256 p.
- (en) The Clocks, New York, Dodd, Mead and Company, 1964, 276 p.
- Les Pendules (trad. Th. Guasco), Paris, Librairie des Champs-Élysées, coll. « Le Masque » (no 853), 1964, 191 p. (BNF 32950734)
- Les Pendules (trad. Jean-Marc Mendel), dans : L'Intégrale : Agatha Christie (trad. de l'anglais, préf. Jacques Baudou), t. 11 : Les années 1958-1964, Paris, Librairie des Champs-Élysées, coll. « Les Intégrales du Masque », 1998, 1336 p. (ISBN 2-7024-2439-2, BNF 36200551)

## Adaptation
- 2011 : Les Pendules (The Clocks), téléfilm de la série britannique Hercule Poirot d'ITV (épisode 12.01), avec David Suchet dans le rôle d'Hercule Poirot. Dans l'adaptation, Poirot ne reste pas dans son fauteuil contrairement à l'épisode La disparition de Mr Davenheim dans la saison 2 et celui-ci mène seul l'enquête, tandis que Colin mène de son côté son enquête de contre-espionnage qui l'ont conduit sur la scène du crime. Cette seconde enquête a été modifiée pour être dans le contexte des tensions avant la Seconde Guerre mondiale.